# Aglaja Schmid
Aglaja Schmid (9 de agosto de 1926-16 de diciembre de 2003) fue una actriz de nacionalidad austriaca.

## Biografía
Nacida en Scheibbs, Austria, fue alumna del Seminario Max Reinhardt, en Viena, ciudad en la que encontró su hogar artístico. Allí encontró su primer trabajo, en 1945 en el Theater in der Josefstadt, para el cual actuó hasta 1954. Entre sus papeles en dicho teatro figuran el de Carol en Time and the Conways y el de Helene Altenwyl en Der Schwierige.
Desde 1954 a 1956 actuó en Berlín. En ese período permaneció en el Freie Volksbühne, interpretando a Helene Altenwyl, a Christine en Liebelei (de Arthur Schnitzler) y el personaje titular de Stella (de Johann Wolfgang von Goethe). También actuó en el Schlossparktheater, siendo Agnes en La escuela de las mujeres (de Molière), la gobernanta en Die Schule der Väter (de Jean Anouilh), y Mademoiselle Supo en el estreno alemán de Ornifle oder der erzürnte Himmel (también de Anouilh). En el Teatro Schiller fue Elisabeth en el drama de Friedrich Schiller Don Carlos.
Desde 1956 a 1989 Schmid perteneció a la compañía del Burgtheater de Viena. En dicho teatro fue Olivia en Noche de reyes, Beatrice en Mucho ruido y pocas nueces, Edrita en Weh dem, der lügt, los personajes titulares de Emilia Galotti y Maria Stuart, Thekla en Wallenstein, Alkmene en Amphitryon, Genia Hofreiter en Das weite Land, Crescence en Der Schwierige y la madre en Geschichten aus dem Wiener Wald.
En el Festival de Salzburgo, en 1960 fue Doña Ángela en La dama duende ( de Pedro Calderón de la Barca), desde 1961 a 1965 Gretchen en Fausto, actuando desde 1973 a 1977 en Jedermann.
En el Deutsches Schauspielhaus de Hamburgo fue de nuevo Helene Altenwyl y Stella en 1964. Ese mismo año, en el Schauspielhaus Zürich encarnó al personaje titular de Electra, de Jean Giraudoux. En 1996, dirigida por Felix Dvorak, trabajó en el Komödienspielen de Mödling en la comedia Arsénico y encaje antiguo. En 2001 actuó en el Theater in der Josefstadt en la comedia de Miguel Mihura Maribel y la extraña familia.
En algunas ocasiones fue actriz de doblaje, prestando su voz, entre otras, a Grace Kelly en El cisne y Alta sociedad.
Aglaja Schmid falleció en Viena en el año 2003. Fue enterrada en el Cementerio Neustifter Friedhof, en Neustift am Walde. Había estado casada con el actor y director teatral Rudolf Steinböck.

## Filmografía (selección)
- 1948 : Der Prozeß
- 1948 : Das andere Leben
- 1950 : Lächeln im Sturm
- 1951 : Verträumte Tage
- 1952 : Ich heiße Niki
- 1953 : Die Regimentstochter
- 1953 : Franz Schubert
- 1960 : Don Carlos
- 1966 : Der Fall Bohr (telefilm)
- 1971 : Der junge Baron Neuhaus (telefilm)

## Premios
- Condecoración de ls Ciencias y las Artes de Austria (1977)
- Medalla de honor de la capital federal de Viena en plata (1982)
- Nombramiento honorario como Kammerschauspieler